# ديفيد أنتوني دورهام
ديفيد أنتوني دورهام (بالإنجليزية: David Anthony Durham)‏‏ (23 مارس 1969 في نيويورك - ) روائي، وكاتب، وأستاذ جامعي، وكاتب خيال علمي من الولايات المتحدة.

## الجوائز
- جائزة جون كامبل جورج لأفضل كاتب جديد  [لغات أخرى]‏